# جوليو فيريرا
جوليو فيريرا (بالبرتغالية: Júlio Ferreira) هو لاعب تايكوندو برتغالي، ولد في 29 أبريل 1994 في São José de São Lázaro ‏ في البرتغال.

## وصلات خارجية
- جوليو فيريرا على موقع TaekwondoData.com (الإنجليزية)